# Étiennette de Gévaudan
Étiennette de Gévaudan aussi connue sous le nom Étiennette de Provence, née vers 1100 et morte vers 1160, est la fille de Girbert Ier de Gévaudan , comte de Gévaudan et de Gerbege comtesse de Provence et l'épouse de Raymond Ier des Baux, seigneur des Baux (mort en 1150), dont la réclamation de droits sur le comté de Provence du chef de sa femme est à l'origine des  guerres baussenques (1144-1162).

## Onomastique
Elle est appelée soit Étiennette, soit Stéphanie, avec les qualificatifs de Provence ou de Gévaudan, de Gévaudan-Provence, des Baux

## Biographie
Elle est la fille de Girbert Ier de Gévaudan (1055-1111), comte de Gévaudan, et de Gerberge de Provence (1060-1115), comtesse de Provence.
En 1112, sa mère lui cède ses droits sur le Gévaudan, sa sœur Douce recevant ses droits sur la Provence et autres lieux, et épousant presque immédiatement Raimond-Bérenger III, comte de Barcelone.
Etiennette épouse, entre 1110 et 1120 Raymond, seigneur des Baux.
Après la mort de Douce (vers 1129), Raymond des Baux émet des prétentions sur le comté de Provence, ce qui déclenche les guerres baussenques (1144-1162).

## Descendance
Étiennette et son époux ont eu sept enfants.
- Étiennette de Provence épouse Raymond Ier des Baux :
  - Hugues[1] (v. 1120-?), seigneur des Baux-de-Provence de 1150 à 1170 ;
  - Bertrand[1] (v. 1137-1181), seigneur des Baux-de-Provence de 1170 à 1181, époux de Tiburge d'Orange, fille de Guillaume de Montpellier ;
  - Guillaume[1] (?-1160), chevalier de l'ordre de Saint-Jean de Jérusalem[3] ;
  - Gilbert[1] ;
  - Raimond ;
  - Alasacie (?-?), épouse de Pierre de Lambesc ;
  - Mabille ou Matelle (1125-?), épouse en 1145 de Pierre II de Gabarret, vicomte de Béarn, puis en 1155 de Centulle III, comte de Bigorre.